# كانتربوري (كونيتيكت)
كانتربوري (بالإنجليزية: Canterbury, Connecticut)‏ هي بلدة أمريكية تقع في الولايات المتحدة في كونيتيكت. يقدر عدد سكانها بـ 5,132 نسمة ومساحتها 104.1 كم2 وترتفع عن سطح البحر 107 متر.

## أعلام
- جون آدامز
- هوراس أوستين
- إليشا باين
- ماسون فيتش كوغزويل
- جوزيف ويليامسون